# Flank steak

Pupek, umístění hovězího masa

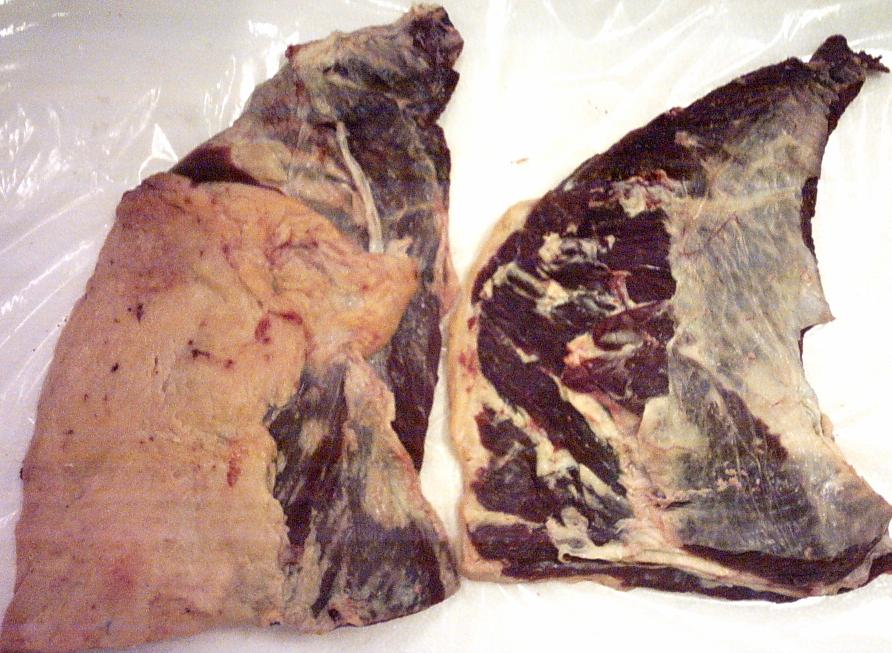
Syrové flank steaky

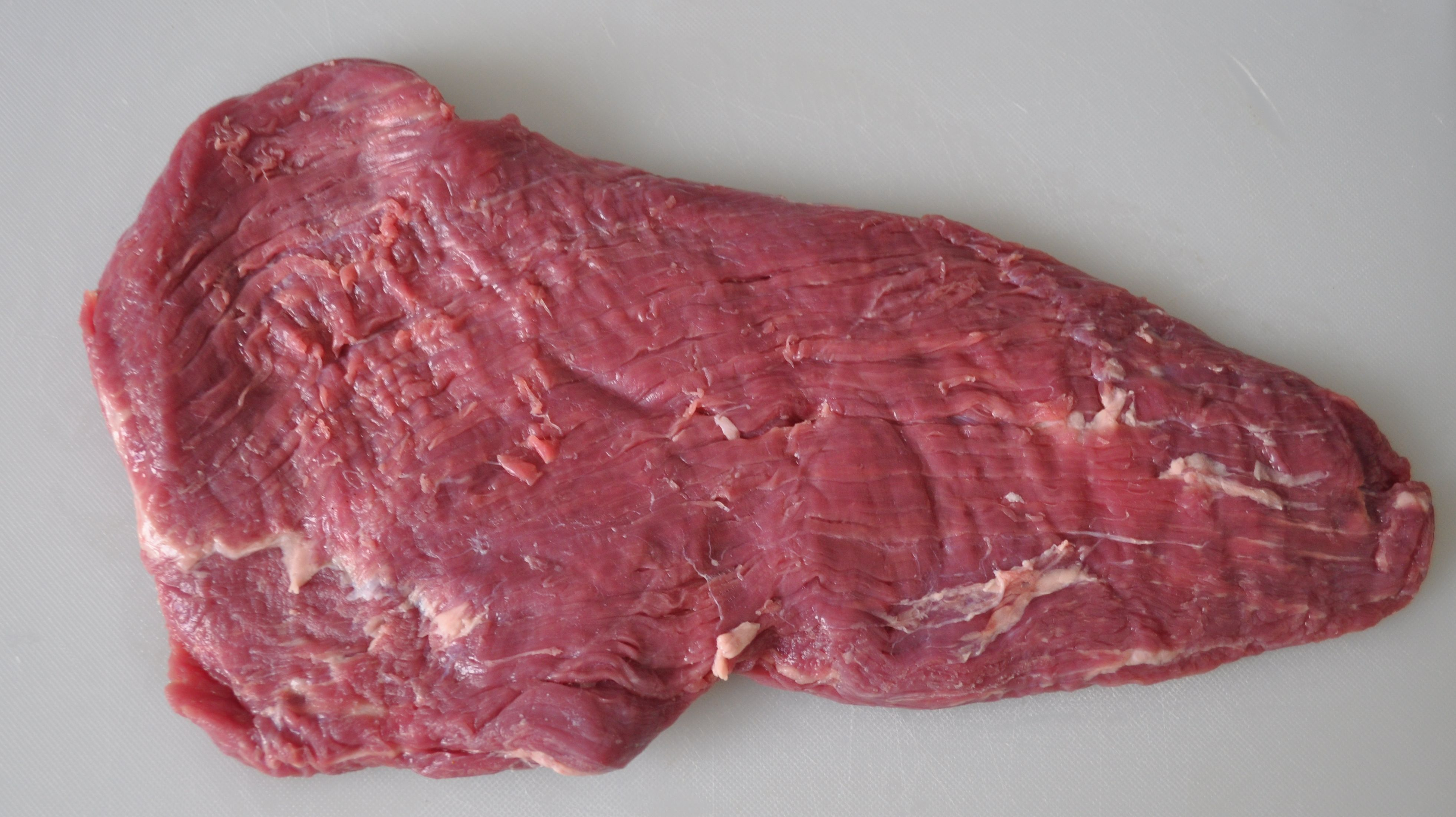
Nakrájený flank steak

Flank steak je řez hovězího masa ze spodních břišních svalů neboli z hovězího pupku. Čeští řezníci jej označují také jako zrcátko. Sval je během života zvířete velmi aktivní, maso z něj je optimálně prorostlé tukem a je vláknité. Je to dlouhý a plochý plátek masa s charakteristický jasně červenou barvou. Má výraznou chuť i vůni a po tepelné úpravě zůstává šťavnatý.

## Terminologie
Ve francouzské terminologii je také označován jako Bavette de Flanchet. Příprava flank steaku se v Severní Americe také nazývá London Grill. V Kolumbii se steak vytahuje z pece jako sobrebarriga. V Brazílii je označován jako fraldinha a v oblasti Rio Grande do Sul jako vazio. V Argentině, Uruguayi a Španělsku jako vacío.

## Použití
Pro typickou přípravu se nejprve marinuje a poté smaží nebo griluje na střední stupeň propečení – medium. Tento druh masa je dobrý i na dušení. Flank steak má velmi dlouhá vlákna, a proto by se měl po přípravě podélně rozpůlit a poté nakrájet na tenké plátky kolmo přes vlákna masa. Používá se také v asijské kuchyni, ve staročínských restauracích jako stir-fry hovězí. Tento druh se také používá k výrobě sušeného hovězího masa jerky.